# Achelia chelata
Achelia chelata là một loài nhện biển trong họ Ammotheidae. Loài này thuộc chi Achelia. Achelia chelata được miêu tả khoa học năm 1939 bởi Hilton.